# لس وکسنر
لسلی اچ. وکسنر (زاده ۸ سپتامبر ۱۹۳۷) یک تاجر میلیاردر آمریکایی است.
لسلی وکسنر بنیان‌گذار و مدیرعامل شرکت ال برندز (برند محدود سابق) است.
او ثروتمندترین فرد ایالت اوهایو آمریکاست. او همچنین یک یهودی است و به سایر یهودی‌ها کمک‌های بشر دوستانه زیادی کرده‌است.

## سنین جوانی و تحصیل
وکسنر در یک خانواده یهودی در دیتون، اوهایو، از مادری به نام بلا کاباکوف و پدی به نام هری وکسنر به دنیا آمد. او یک خواهر هم به نام سوزان دارد. او در دانشگاه ایالتی اوهایو در رشته مدیریت در امور بازرگانی تحصیل کرد.

## حرفه
وکسنر کار خود را در فروشگاه پوشاک والدینش آغاز کرد. در حالی که آنها در تعطیلات و دور از وکسنر بودند، او میزان سود و ضرر لباس زنان را که می‌فروخت، تجزیه و تحلیل می‌کرد. وی دریافت که گرچه لباس‌های با قیمت بالاتر (به عنوان مثال کت) قیمت فروش بالاتری دارند، اما میزان سود حاصل از فروش آنها نسبت به سود حاصل از فروش بلوزها (که قیمت فروش پایین‌تری دارند) کمتر است. وقتی این موضوع را به پدرش گفت، پدرش علاقه‌ای به تغییر وضعیت موجود نشان نداد.
در سال ۱۹۶۳، وکسن ۵ هزار دلار از عمه (خاله) اش وام گرفت تا بتواند فروشگاه خودش را با نام محدود (فروشگاه) افتتاح کند. (این نام‌گذاری به این دلیل بود که این فروشگاه متمرکز بر کالاهای محدودی بود که به سرعت تغییر پیدا می‌کرد و دقیقاً برخلاف فروشگاه والدینش) حاشیه سود بالاتری نیز داشت.
محدود (فروشگاه) اولین فروشگاه خود را در مرکز خرید کینگزدیل در آپر آرلینگتون، اوهایو در حومه کلمب افتتاح کرد. والدین وکسنر یک سال بعد فروشگاه خود را بستند و به فرزندشان در محدود (فروشگاه) پیوستند. وکسنر در سال ۱۹۶۹ برندهای محدود را در دسترس عموم قرار داد، او به عنوان طولانی‌ترین مدیرعامل یک شرکت حاضر در Fortune 500 شناخته شده‌است. وکسنر در رده یازدهم در بین ۱۰۰ مدیر ارشد اجرایی برتر هاروارد و در بازنگری سال ۲۰۱۵ در رتبه ۳۴ در سال ۲۰۱۶ قرار گرفت.
با گذشت سالها، وکسنر یک فروشگاه خرده‌فروشی و بازاریابی به نام ال برندز ساخت، که در حال حاضر شامل شرکت‌های Victoria's Secret , Pink (Victoria's Secret)، بث اند بادی ورکز، هنری بندل، شرکت شمع وایت بارن و La Senza می‌باشد.

### اقدامات بشردوستانه
در سال ۱۹۸۹، وکسنر و مادرش بلا نخستین کسی بودند که کمک مالی ۱ میلیون دلاری شخصی به راه متحد کردند. نام هر دو آنها روی سنگ مرمر نوشته، و در لابی دفتر مرکزی راه متحد در اسکندریه، ویرجینیا در معرض نمایش قرار داده شده‌است.
وکسنر ثروتمندترین مرد اوهایو است. وی به عنوان نایب رئیس افتخاری جماعت آگوداس آچیم، در بکسلی فعالیت می‌کند. او سرمایه‌گذار اصلی مرکز هنرهای وکسنر در دانشگاه ایالتی اوهایو بود که نام آن را برای احترام به پدرش در نظر گرفته‌است.
وکسنر از سال ۱۹۸۸ تا ۱۹۹۷ در هیئت امنای دانشگاه ایالتی اوهایو مشغول به خدمت بود. در دسامبر ۲۰۰۵، وکسنر به عنوان دومین دوره خود منصوب شد و در سال ۲۰۰۹ به عنوان رئیس انتخاب شد. در ژوئن ۲۰۱۲ اعلام شد که ریاستش به پایان می‌رسد، هشت سال قبل از اینکه زمان ریاستش به پایان می‌رسید.
در ۱۱ مه ۲۰۰۴، وکسنر در کلمبوس، اوهایو جایزه وودرو ویلسون را برای شهروندی شرکت دریافت کرد. این جایزه توسط مرکز بین‌المللی وودرو ویلسون برای محققان موسسه اسمیتسونیان در واشینگتن دی سی اهدا شد.
در ۱۶ فوریه ۲۰۱۱، وکسنر تعهد داد که ۱۰۰ میلیون دلار به ایالت اوهایو اهداء کند که همراه با هدایای اضافی به مرکز هنرهای وکسنر و مناطق پزشکی وابسته به دانشگاه ایالت و بیمارستان بیماران سرطانی جیمز و مؤسسه تحقیقاتی Solove اختصاص می‌یابد. این آخرین هدیه بزرگ در تاریخ این دانشگاه است.
از طریق بنیاد L Brands، وکسنر و شرکتش ۱۶۳٫۴ میلیون دلار به بنیاد کلمب کمک شده‌است.
در ۱۰ فوریه ۲۰۱۲، مرکز پزشکی دانشگاه ایالتی اوهایو رسماً نام خود را به مرکز پزشکی وکسنر در دانشگاه ایالتی اوهایو با گرامیداشت «میراث ماندگار رهبری آقای وکسنر در ایالت اوهایو» تغییر داد، به گفته رئیس این دانشگاه «بیش از سه دهه است که آقای وکسنر یکی از سرسخت‌ترین رهبران و حامیان دانشگاه بوده‌است. کمکهای سخاوتمندانهٔ وی، هم در زمان و هم در منابع، کاملاً تحول‌گرا بوده‌است، اما ارزشمندترین هدیه وی رهبری چشمگیر وی بوده‌است.»
در ۱۱ دسامبر سال ۲۰۱۳، به لس وکسنر جایزه Women Wear Daily اهدا شد.

## زندگی شخصی
در ۲۳ ژانویه سال ۱۹۹۳، وکسنر که در آن زمان ۵۵ ساله بود، در مراسمی در خانه خود در نیو آلبانی، اوهایو، با ابیگیل اس. کوپل ۳۱ ساله که وکیل بود ازدواج کرد. این زوج دارای چهار فرزند شدند: هری، هانا، دیوید و سارا.

## فعالیتهای سیاسی
وکسنر در سال ۲۰۱۲ میزبان جمع‌آوری کمک‌های مالی برای میت رامنی بود. وکسنر برای حمایت از رامنی به کمیته سیاسی بازیابی آینده ما، ۲۵۰٬۰۰۰ دلار اهدا کرد. در سال ۲۰۱۵، وکسنر ۵۰۰٬۰۰۰ دلار به یک کمیته سیاسی اهدا کرد که از مبارزات انتخاباتی ریاست جمهوری جب بوش در سال ۲۰۱۶ حمایت می‌کرد.